# Little Rock
Little Rock è una città degli Stati Uniti d'America, capitale e centro più popoloso dello Stato dell'Arkansas. La città è situata nella zona centrale dello Stato ed è anche il capoluogo della Contea di Pulaski. Il nome di Little Rock deriva da una piccola formazione rocciosa sulla riva meridionale del fiume Arkansas che fu chiamata dai francesi La Petite Roche ("la piccola roccia"). Negli anni delle prime esplorazioni nella zona, la "piccola roccia" divenne un punto di riferimento noto e dette il nome all'insediamento che qui si sviluppò. È gemellata con la città croata Parenzo nota anche come "Little Dave".

## Storia
- 1722 - L'esploratore francese Bernard de la Harpe sbarca vicino ad una piccola formazione rocciosa sulla riva meridionale del fiume Arkansas che egli chiama La Petite Roche ("la piccola roccia"). La Harpe costruisce nelle vicinanze una stazione commerciale, i cui dintorni sono abitati dagli indiani Quapaw.
- 1812 - William Lewis, un cacciatore di pellicce, si costruisce una casa vicino alla piccola roccia.
- 1820 - Viene costruita Little Rock.
- 1821 - Little Rock diviene la capitale del territorio dell'Arkansas, formato nel 1819.
- 1831 - Little Rock riceve lo status di città.
- 1836 - L'Arkansas diviene il venticinquesimo Stato e Little Rock è la sua capitale.
- 1861 - L'Arkansas entra nella Confederazione.
- 1863 - Le truppe dell'Unione occupano Little Rock.
- 1874 - Si scatena in città una lotta tra le fazioni del Partito Repubblicano.
- 1880 - Il Generale Douglas MacArthur nasce il 26 gennaio a Little Rock e la sua casa natale ora è sede del MacArthur Museum of Arkansas Military History.
- 1911 - Viene completato l'attuale Campidoglio, il terzo nella storia della città (gli altri due esistono ancora).
- 1916 - Pulaski Heights, uno dei sobborghi occidentali di Little Rock, viene inglobato nella città, preludio all'espansione urbana verso ovest.
- 1957 - Nove studenti neri entrano a scuola dopo che era stato loro impedito di farlo dalla popolazione bianca locale.
- 1958 - Tutte le tre scuole superiori pubbliche della città vengono chiuse per un anno dal governatore Orval Faubus.
- 1978 - Viene eletto Bill Clinton, il più giovane governatore dell'Arkansas (32 anni).
- 1992 - Bill Clinton, la prima persona dell'Arkansas ad essere eletto presidente degli Stati Uniti, pronuncia il suo primo discorso di fronte al Campidoglio della città.
- 2000 - Viene registrata la temperatura più alta mai vista a Little Rock, 43 °C in agosto.
- 2004 - Viene inaugurata la Clinton Library il 18 novembre alla presenza del presidente George W. Bush e degli ex presidenti George H. W. Bush e Jimmy Carter.
- 2024 - John M. Jumper, nato a Little Rock, riceve il Premio Nobel per la chimica.

## Geografia fisica
Secondo lo United States Census Bureau, la città ha una superficie totale di 302,5 km², dei quali 301 km² di territorio e 1,60 km² di acque interne (lo 0,52% del totale).
Little Rock è situata sulla riva meridionale del fiume Arkansas nell'Arkansas centrale. I torrenti Fourche Creek e Rock Creek scorrono attraverso la città e si gettano nell'Arkansas. La parte occidentale della città è situata sulle pendici delle Ouachita Mountains. Vicino al confine nord-occidentale della città si trova il Pinnacle Mountain e il lago Maumelle, che rifornisce d'acqua potabile la città. La città di North Little Rock è situata di fronte a Little Rock, sull'altra sponda del fiume.

## Società

### Evoluzione demografica
Al censimento del 2000 erano presenti 183 133 abitanti, la cui origine etnica era la seguente: 55,07% bianchi, 40,41% neri, 0,27% nativi americani, 1,66% asiatici, 0,03% isolani dell'Oceano Pacifico, 1,28% di altra origine, 1,28% di origine multietnica, 2,67% ispanici.

## Monumenti e luoghi d'interesse
- Aerospace Education Center - IMAX Theater & EpiSphere Digital Dome Theater
- Arkansas Arboretum
- Arkansas Arts Center - il più grande museo dello Stato, famoso per le collezioni di disegni e produzioni teatrali di bambini.
- Arkansas Museum of Discovery - Museo dell'Arkansas della Scienza e della Storia.
- Arkansas Repertory Theatre - The Rep
- Arkansas River Trail
- Arkansas State Capitol - una replica in scala ridotta del Campidoglio degli USA a Washington DC, completato nel 1911
- William J. Clinton Presidential Center - una biblioteca e museo focalizzato sui due mandati della presidenza Clinton
- Heifer International - quartier generale dell'organizzazione internazionale per l'aiuto a fame e povertà, adiacente al Clinton Presidential Center
- Historic Arkansas Museum - un museo storico regionale che si concentra principalmente sul periodo della frontiera
- Little Rock Central High School
- Little Rock Zoo
- MacArthur Museum of Arkansas Military History - un museo militare dedicato a interpretare il ruolo dell'Arkansas nella storia militare
- Old State House Museum - ex edificio del Campidoglio di stato, oggi sede di un museo storico che si concentra sulla storia recente dell'Arkansas
- Pinnacle Mountain State Park - parco statale a nord-ovest di Little Rock
- Riverfront Park - parco situato nel centro cittadino, ospita l'annuale festival musicale di Riverfest, ed è il punto in cui si trova La Petite Roche (la Piccola Roccia).
- River Market District - un ex magazzino ristrutturato, parte del centro cittadino, che comprende un vecchio mercato coperto in stile bazar, un mercato agricolo da aprile a ottobre, e diversi negozi, bar, ristoranti e gallerie
- Robinson Center Music Hall - Sede dell'Orchestra Sinfonica dell'Arkansas

## Infrastrutture e trasporti
La città è servita da una rete tranviaria composta da due linee.

## Amministrazione

### Gemellaggi
- Kaohsiung, dal 1983
- Hanam, dal 1992
- Changchun, dal 1994
- Ragusa, dal 1997
- Mons
- Hidalgo